# 贝达尔
贝达尔，是西班牙安达卢西亚自治区阿尔梅里亚省的一个市镇。 总面积47km2, 总人口659人（2001年），人口密度14人/km2。